# Armando Moutinho
Armando Moutinho de Almeida (Oeiras, 4 gennaio 1915 – ...) è stato un pallanuotista portoghese, che ha partecipato alle Olimpiadi estive di Helsinki 1952.